# In de macht van morgen
In de macht van morgen (Engelse titel: The Big Time, gepubliceerd in 1958) is een korte roman van Fritz Leiber. Leiber schreef het boek lang voordat hij door zou breken met zijn 'Zwaardverhalen'. Het boek valt in de categorie sciencefiction. Het verhaal speelt zich af in de laatste jaren van de 20e eeuw. 

## Synopsis
Hoofdpersoon is Greta Forzane uit Chicago. Zij is verpleegster/entertainster in De Plek (The Place), alwaar soldaten worden opgelapt en worden gerepatrieerd naar het front. Het front ligt in dit geval in de Oorlog der Verandering (Change-War) alwaar de Spinnen tegen de Slangen vechten in een eeuwigdurende strijd. De soldaten en hun leiders zijn in staat om in de tijd en ruimte te reizen en zo komen er vanuit alle hoeken en gaten uit de geschiedenis en toekomst soldaten om te herstellen. Bij aanvang van het boek is de geschiedenis al gewijzigd. Zo heeft Kreta in de Griekse oudheid de strijd met Athene gewonnen en hebben Duitsland en Italië de Tweede Wereldoorlog gewonnen (dit is meteen de verklaring van de naam van de hoofdpersoon). De herstellende soldaten en verplegers/entertainers worden ineens geconfronteerd met een atoombom op zakformaat en ze blijken nergens meer naartoe te kunnen vluchten.

## Ontvangst
Het boekwerk werd in eerste instantie uitgegeven in twee edities van Galaxy Science Fiction en wel in de uitgaven van maart en april 1958. Het bleek een opvallende tekst, want het won in dat jaar de Hugo Award. Dat leidde niet direct tot een commerciële uitgave, want pas in 1961 verscheen een gedrukt exemplaar bij Ace Books. In Nederland moest nog langer gewacht worden. In 1973 verscheen het in de SF-serie van uitgeverij Born. Er werd wel melding gemaakt van de gewonnen prijs, maar niet dat dat al 15 jaar geleden was.
Opvallend aan de roman is dat hij leest als een toneelstuk. De plaats ligt vast en ook de tijd is bekend. Ook de plaats van handeling is beperkt tot slechts één locatie. Alleen de verteller van het verhaal wijkt af van een toneelvoering. Terugkijkend bevat het boek wel erg jaren ’50-thema’s met "Wat zou er gebeurd zijn als de nazi's hadden gewonnen?" en de "atoombom". Ondanks deze thema’s komen er in het buitenland regelmatig herdrukken uit van dit werk. Ook het complotdenken ontbreekt niet. Al op de eerste pagina’s wordt uitgelegd dat de strijd gevolgen heeft voor het “hier en nu”. Zo worden geheugenkwesties toegewezen aan de strijd. Wie heeft immers nooit het gevoel gehad dat een situatie uit het verleden toch anders in het geheugen terecht is gekomen? 